# Quercus acutissima
Quercus acutissima es una especie de roble originalmente oriunda del este de Asia en China, Corea y Japón. Ahora también está presente en la América del Norte. Está estrechamente relacionado con el roble cerris, clasificado con él en la Sección Cerris, una sección del género caracterizada por tener brotes rodeados de pelos suaves, con puntas de pelos en los lóbulos de la hoja, y las bellotas que maduran en unos 18 meses.

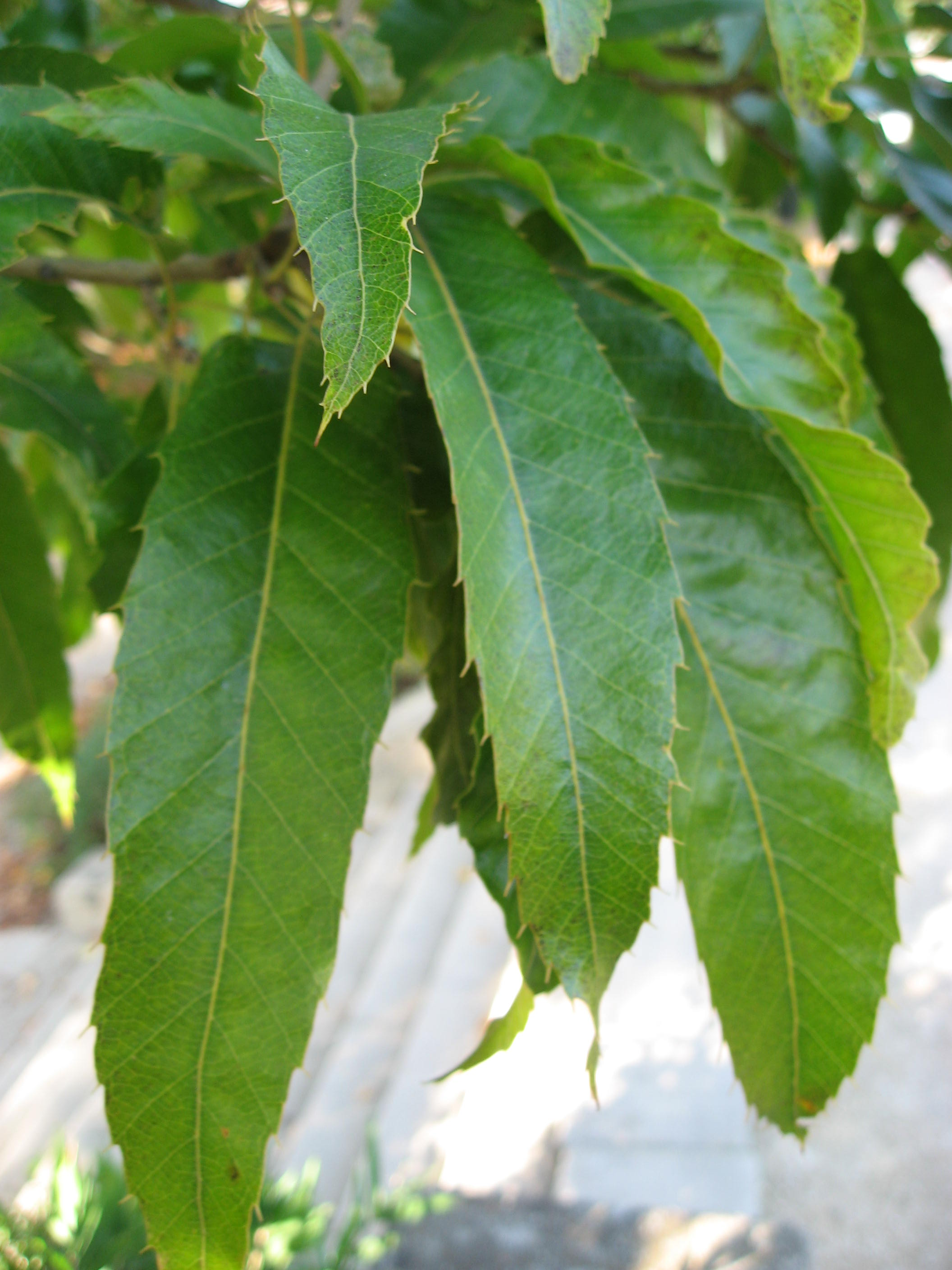
Hojas

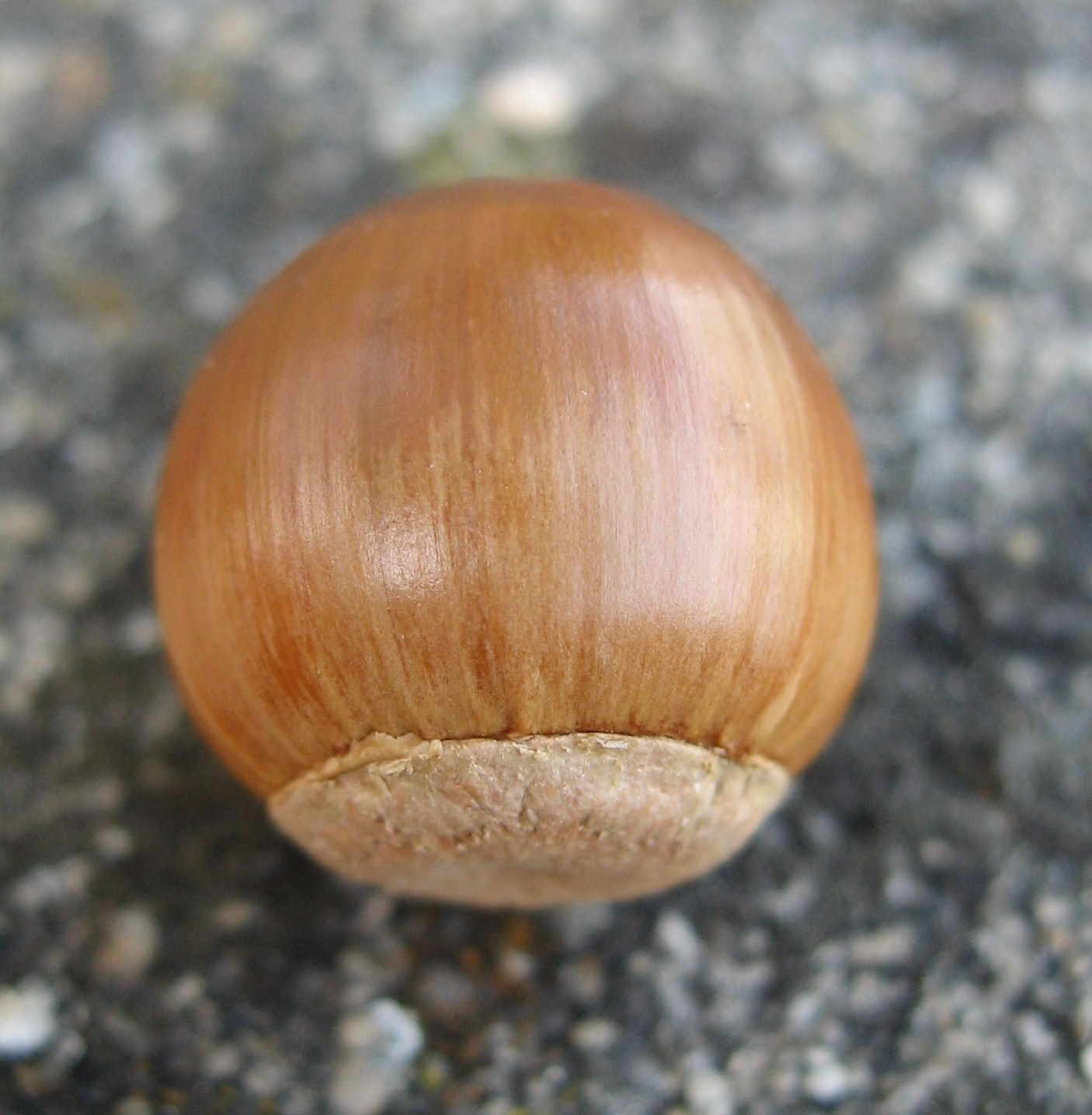
Fruto

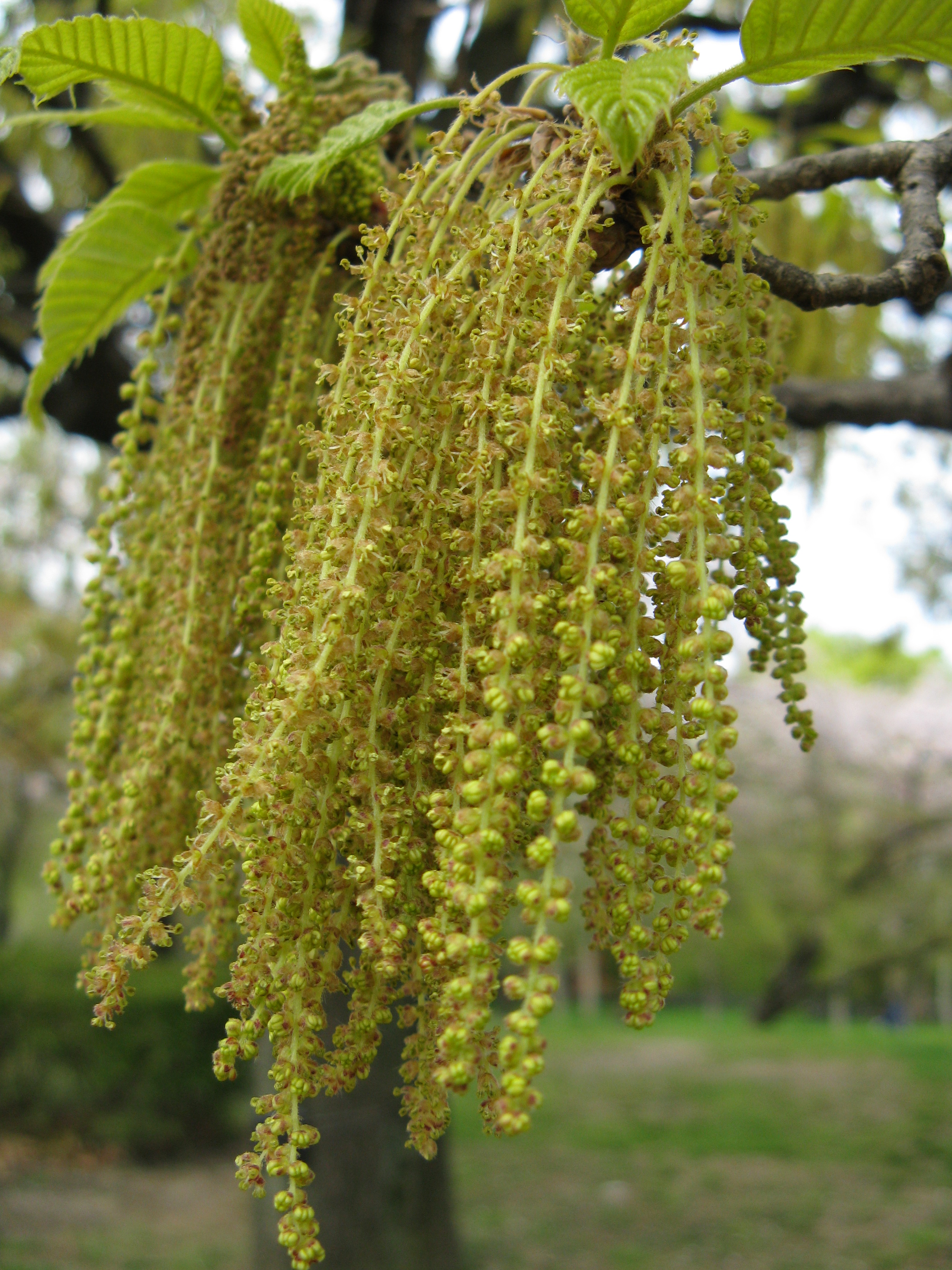
Inflorescencia

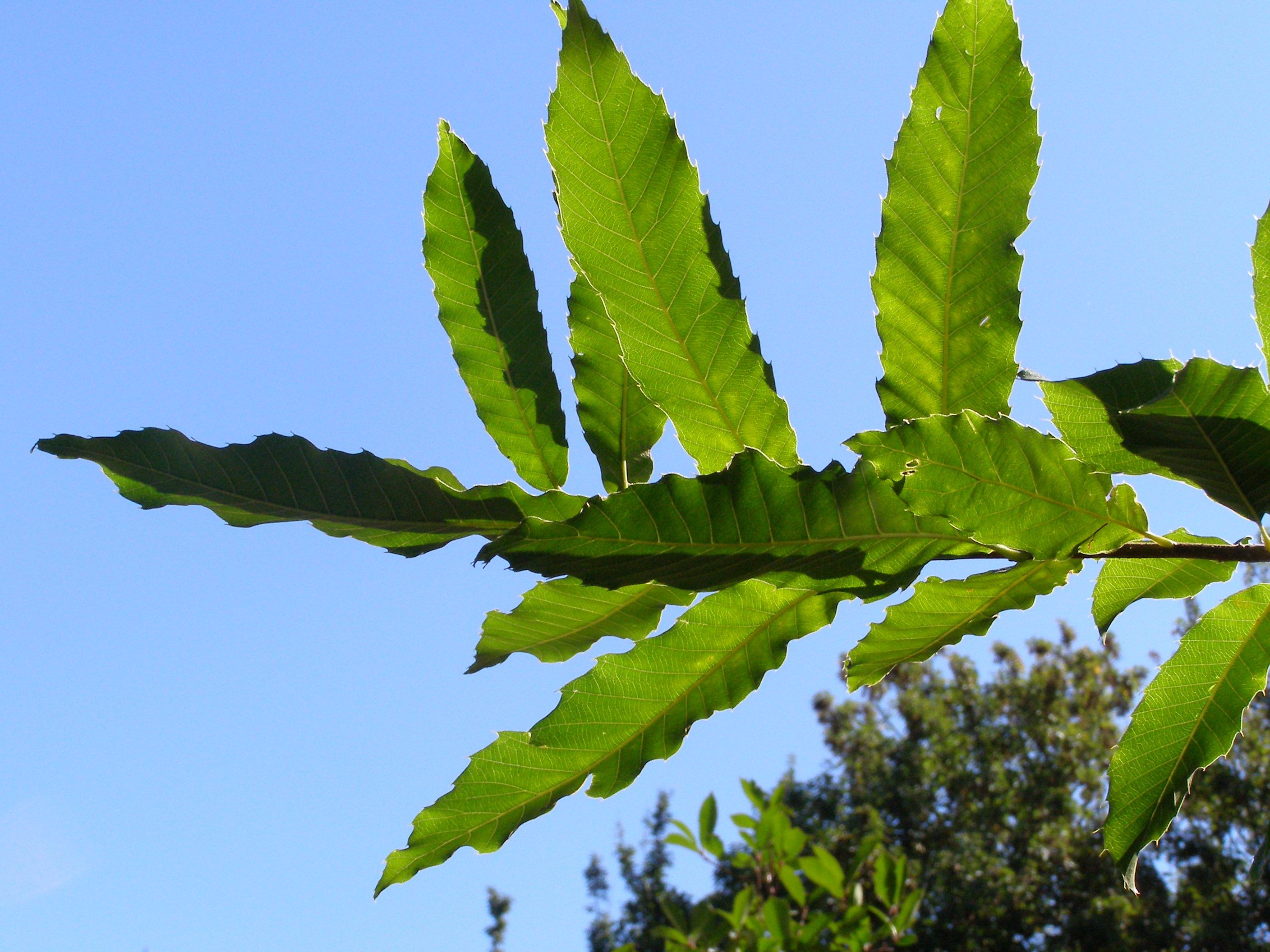
Rama

## Descripción
Es un árbol de tamaño mediano, caducifolio, que puede llegar a los 25-30 m de altura con un tronco de hasta 1,5 m de diámetro. La corteza es de color gris oscuro y profundamente surcado. Las hojas son de 8-20 cm de largo y 3-6 cm de ancho, con 14-20 pequeños dientes de sierra como lóbulos triangulares a cada lado, con los dientes de forma muy regular.
Las flores, que son amentos, son polinizadas por el viento. El fruto es una bellota que fructifica pasados unos 18 meses después de la polinización, con un tamaño de 2-3 cm de largo y 2 cm de ancho, bicolor, y con una punta basal media naranja a una punta de color verde-marrón, la taza de la bellota es 1,5-2 cm de profundidad, densamente cubierta de pelos suaves de 4-8 mm de largo.

## Distribución y hábitat
Este tipo de roble prolifera en bosques caducifolios, por debajo de 100-2200 metros, en Xizang, Yunnan y Zhejiang de China, Bután, Camboya, noreste de la India, Japón, Corea, Myanmar, Nepal, norte de Tailandia y Vietnam.

## Ecología
Las bellotas son muy amargas, pero son comidas por los arrendajos y palomas; y en general, las ardillas solamente las comen cuando otras fuentes de alimento se han agotado.
La savia del árbol puede salir del tronco. Los lucánidos, las mariposas, y la avispa Mandarinia japonica se reúnen para buscar esa savia.

## Usos
Quercus acutissima está ampliamente plantada en el este de la América del Norte y está naturalizada en algunos lugares; ocasionalmente también ha sido plantada en Europa, pero no se ha naturalizado allí. La mayoría de las plantaciones en América del Norte se llevó a cabo para la provisión de alimentos de la fauna, ya que estas especies tienden a tener cosechas más abundantes de bellotas (en comparación con las otras especies nativas de roble americano); pero el amargor de las bellotas hace que sea menos adecuada para este propósito y los Quercus acutissima se están convirtiendo en un problema como especie invasora en algunas áreas. Este tipo de roble crece a un ritmo más rápido y, por tanto, compite con otros árboles nativos. La madera tiene muchas de las características de los otros robles, pero es muy propenso a agrietarse y como resultado es relegado a usos menores.

## Taxonomía
Quercus acutissima fue descrita por William Carruthers y publicado en Journal of the Linnean Society, Botany 6: 33. 1862.
Etimología
Quercus: nombre genérico del latín que designaba igualmente al roble y a la encina.
acutissima: epíteto latíno que significa "la más puntiguda".

## Variedades
- Quercus acutissima subsp. kingii Menitsky

Sinonimia
- Quercus bombyx K.Koch
- Quercus lunglingensis Hu
- Quercus serrata var. attenuata Blume
- Quercus serrata var. nana Blume
- Quercus serrata var. obtusata Blume
- Quercus serrata var. tanbakuri Blume
- Quercus uchiyamana Nakai